# Faro del Gianicolo
Il Faro del Gianicolo è chiamato anche Faro di Roma oppure Faro degli italiani d'Argentina. Si trova nel rione di Trastevere. Situato a decine di chilometri dalla costa, non serve alla navigazione, ma è uno dei monumenti più noti del parco del Gianicolo.

## Descrizione
È una costruzione del 1911 edificata su progetto dell'architetto Manfredo Manfredi. È costruito in marmo botticino: su un basamento circolare si erge una colonna cannellata che costituisce il corpo principale della costruzione. Più in alto, il capitello della colonna si conclude con un abaco a pianta circolare riportante la seguente dedica: 
(iscrizione scolpita intorno al capitello)
A sua volta, il capitello è sormontato da quattro volute coronate da teste di felino e collegate tra di loro da altrettanti festoni. La lanterna in vetro sormonta infine il tutto. All'interno, che non è accessibile al pubblico, una scala a chiocciola conduce dall'entrata del faro alle parti superiori per concludere poi l'ascesa con una scala a pioli.
Dal punto di vista espressivo, la scelta di progettarlo sotto forma di colonna rappresenta, come nel caso del Vittoriano, una proposta di tardo neoclassicismo dall'impronta stilistica preindustriale; se si tiene conto del fatto che in quel periodo storico gli sviluppi stilistici in corso e i progressi tecnici dell'illuminazione pubblica stavano avanzando a un ritmo non indifferente, si tratta in sintesi di un'opera caratterizzata da tratti formali decisamente conservatori, restando legata all'impianto architettonico classico.

## Progetto

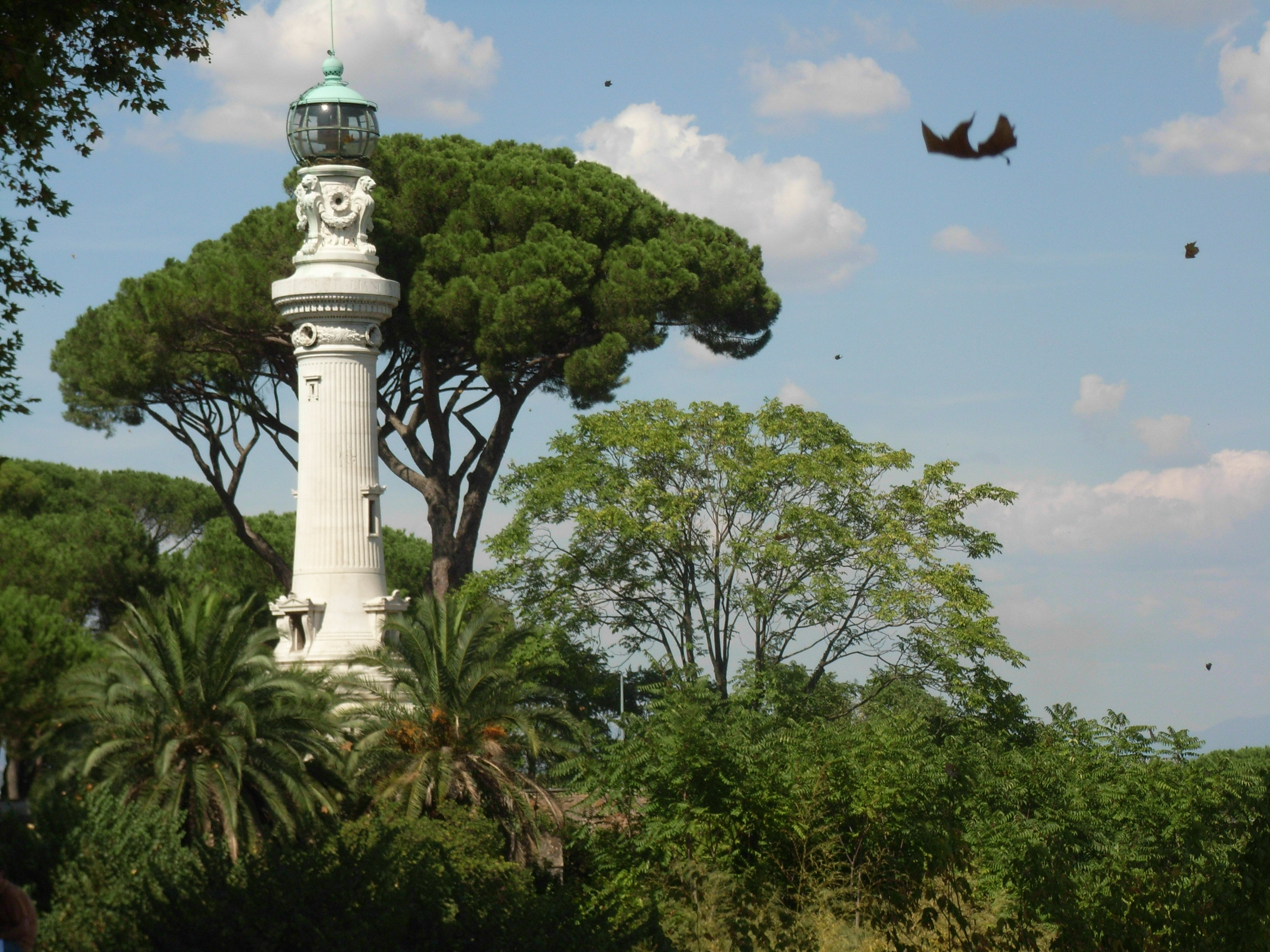
Faro

Come accennato, non funge da faro vero e proprio, ma ha funzione commemorativa, di monumento nazionale. Fu eretto grazie all'iniziativa di un comitato di italiani residenti a Buenos Aires per festeggiare il cinquantesimo anniversario dell'Unità d'Italia e testimoniare il loro legame con la patria di origine. Tra gli iniziatori, si ricorda il Conte Vincenzo Macchi di Cellere, Ministro d'Italia presso la Repubblica Argentina.
Furono i membri del comitato stesso a finanziare il progetto: del resto l'Argentina era all'epoca un paese assai ricco e anche la meta dell'emigrazione italiana per antonomasia. Il comitato offriva anche di assicurare l’alimentazione della lanterna, che avrebbe funzionato a olio. 
I promotori si erano rivolti a Manfredo Manfredi non solo in funzione di architetto, ma anche di deputato; fu infatti quest'ultimo ad occuparsi delle formalità burocratiche presso il Comune di Roma, principalmente nella persona del sindaco Ernesto Nathan. Avendo accettato di buon grado, il Comune scelse un sito distante appena 400 metri dal Monumento a Giuseppe Garibaldi. Il faro venne costruito nel giro di un anno, anche se lo scoppio della grande guerra ne avrebbe fatto slittare l'inaugurazione ufficiale al 1920.  In occasioni del genere, il faro veniva infiocchettato di bandiere. A proposito delle decorazioni apportate alla costruzione, si ricorda incidentalmente che in dialetto romanesco il detto sembri er faro der Giannicolo indica una persona vestita in maniera eccentrica.

## Posizione

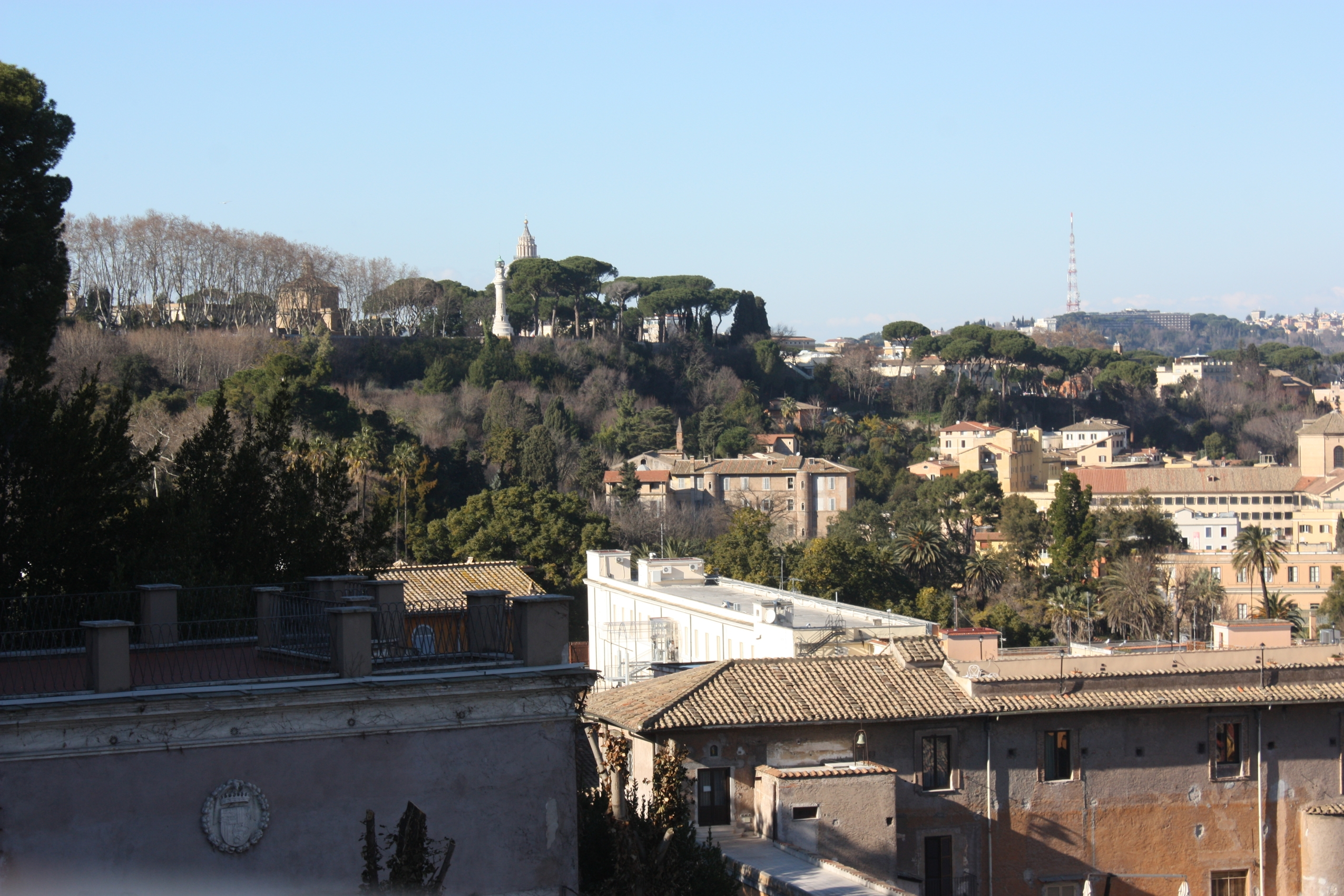
Gianicolo: dietro il faro si intravede la cupola della Basilica di San Pietro; sulla destra, Monte Mario

Per la sua posizione elevata e la conseguente importanza strategica, il Gianicolo era stato campo di battaglia durante l'Assedio di Roma (1849); si trattava quindi una collocazione ricca di valore simbolico dal sapore patriottico, il che vale, seppure con modalità assai variabili, anche per i monumenti vicini, eretti a partire dal periodo successivo al Risorgimento per poi continuare fino a comprendere quello della dittatura fascista.
Dal punto di vista urbanistico, il colle del Gianicolo presentava inoltre il vantaggio che il faro e la sua luce fossero riconoscibili anche da punti assai distanti della città. La luce veniva prodotta nei tre settori della lanterna per generare i colori della bandiera italiana. Il lume tricolore del faro, una volta in uso permanente, ha presentato spesso problemi di manutenzione e oggi è in funzione solo in occasioni speciali.
Per svariati decenni, la balconata presso il faro è servita da parlatorio di comunicazione informale per cittadini romani che gridavano messaggi ai loro parenti e conoscenti reclusi nel carcere di Regina Coeli, distante poche decine di metri. La pratica è documentata almeno sin dal ventennio fascista e ha avuto strascichi fino ai giorni nostri (vedi sezione sulle tradizioni del carcere).